# Spinimegopis cingalensis
Spinimegopis cingalensis (лат.) — вид жуков-усачей из подсемейства прионин. Распространён на Шри-Ланке. Кормовыми растениями личинок являются акация чёрная и рододендрон древовидный.